# Steffen Weinhold

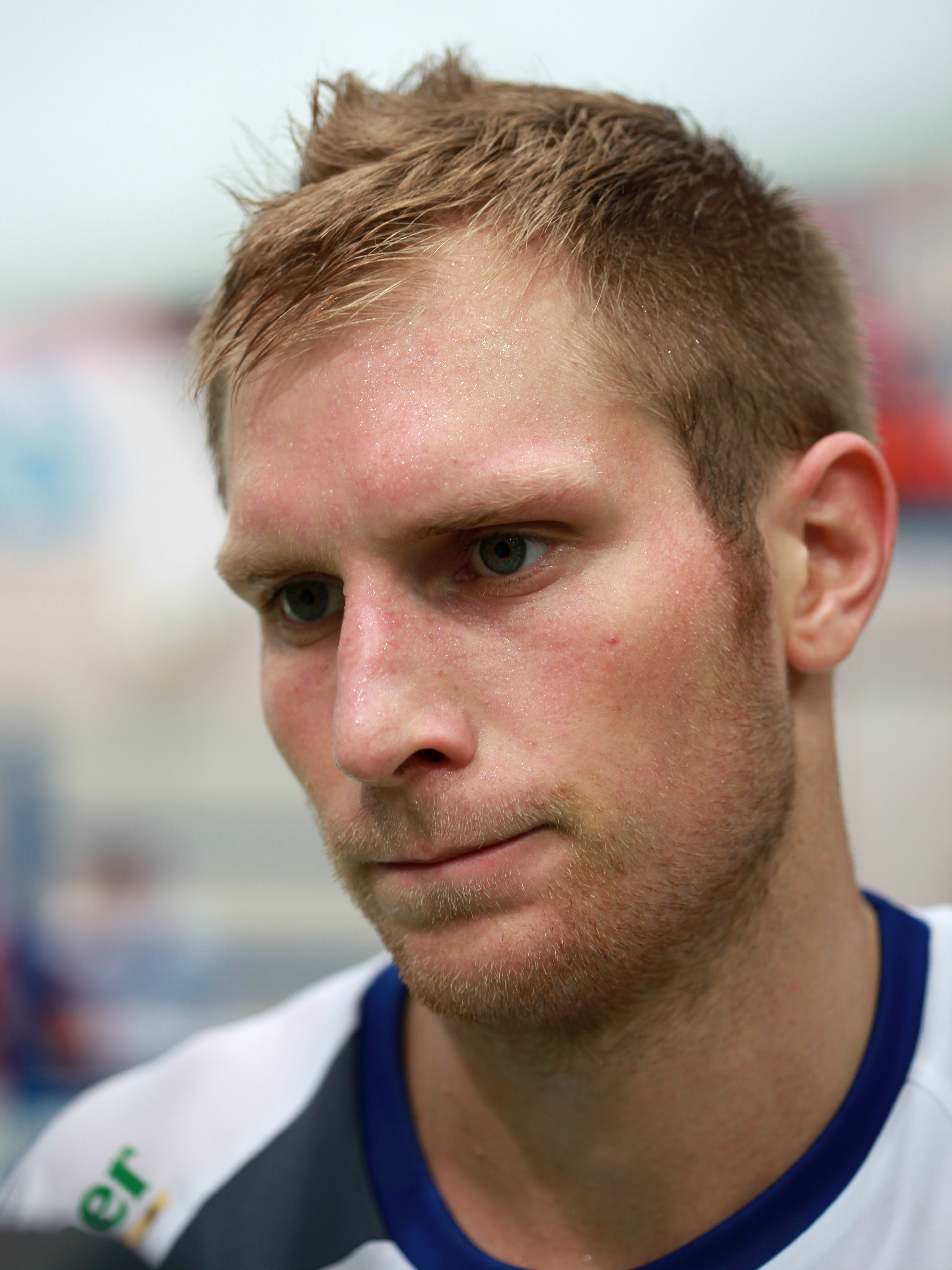
Steffen Weinhold, 2009.

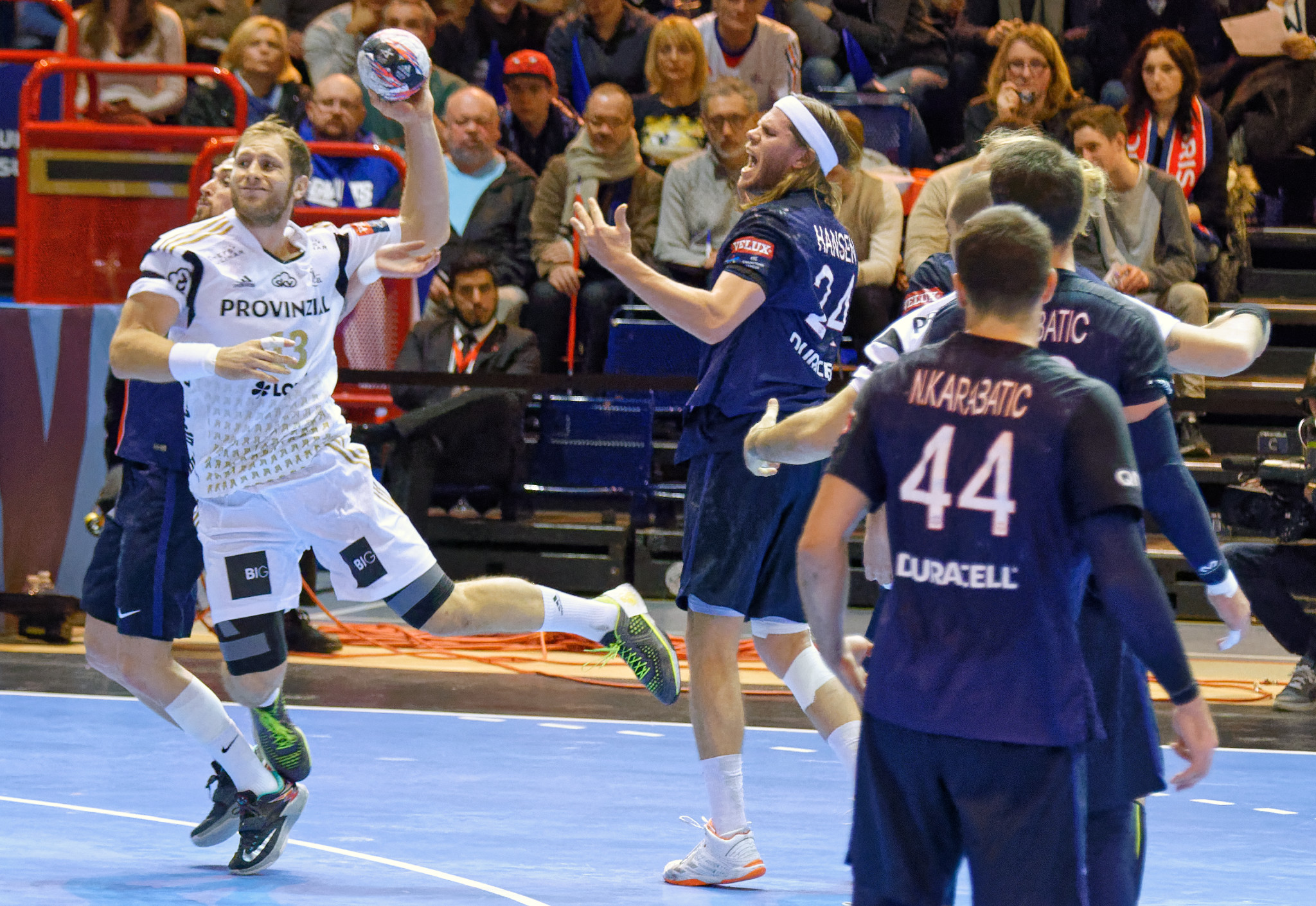
Steffen Weinhold med THW Kiel, 2015.

Steffen Weinhold, född 19 juli 1986 i Fürth i dåvarande Västtyskland, är en tysk handbollsspelare. Han är vänsterhänt och spelar i  anfall som högernia.
Mellan 2008 och 2021 spelade han i det tyska landslaget, med 339 mål på 137 landskamper.

## Klubbar
- TSV Altenberg
- TSV Zirndorf
- HC Erlangen (2003–2007)
- HSG Nordhorn (2007–2009)
- TV Großwallstadt (2009–2012)
- SG Flensburg-Handewitt (2012–2014)
- THW Kiel (2014–)

## Meriter i urval

### Klubblag
- EHF-cupmästare 2008 HSG Nordhorn
- Tysk supercupmästare 2013 och 2014 med SG Flensburg-Handewitt och 2014, 2015, 2020, 2021, 2022 och 2023 med THW Kiel
- Champions League-mästare 2014 med SG Flensburg-Handewitt och 2020 med THW Kiel
- Tysk mästare 2015, 2020, 2021 och 2023 med THW Kiel
- Tysk cupmästare 2017, 2019 och 2022 med THW Kiel

### Landslag
- Guld vid U20-EM 2006
- Silver vid U21-VM 2007
- EM-guld 2016 i Polen
- OS-brons 2016 i Rio de Janeiro